# 北方町早中
北方町早中（きたかたまちはやなか）は、宮崎県延岡市の町名である。2025年１月1日現在、人口66人（男32人、女34人）、世帯数34世帯である。郵便番号は、882-0244、番地につく干支は「巳」である。

## 地理
延岡市の南西部、旧北方町の西部に位置する。町域を五ケ瀬川が流れ、国道218号が通過する。
北を北方町滝下（未）・北方町八峡（午）、東を北方町早日渡（巳）、南を東臼杵郡美郷町北郷郷宇納間、西を北方町早上（巳）と接する。
かつては高千穂鉄道高千穂線が通過し、亀ヶ崎駅が設置されていた。

## 歴史

### 沿革
- 2007年3月31日 - 北方町が延岡市に編入。「巳」のうち、通称地名「早日渡中」をもって「北方町早中」が設置される。

## 小・中学校の学区
公立小・中学校の通学域は以下の通り。
小・中一貫校
- 延岡市立北方学園

## 交通

### 道路
- 国道218号

### バス
宮崎交通（高千穂線代替バス）：亀ヶ崎バス停

## 施設
- 高千穂鉄道高千穂線亀ヶ崎駅跡
- 速日の峰（二子山）
- 速日峰橋
- ETOランド速日の峰